# Aniche
Aniche je francouzská obec v departementu Nord v regionu Hauts-de-France. Žije zde přibližně 10 tisíc obyvatel. Je centrem stejnojmenného kantonu.

## Geografie

### Sousední obce
| Růžice kompasu |               | Bruille-lez-Marchiennes | Somain | Růžice kompasu |
| Růžice kompasu | Auberchicourt | Sever                   | Abscon | Růžice kompasu |
| Růžice kompasu | Auberchicourt | Aniche                  | Abscon | Růžice kompasu |
| Růžice kompasu | Auberchicourt | Jih                     | Abscon | Růžice kompasu |
| Růžice kompasu | Émerchicourt  |                         |        | Růžice kompasu |